# 토미 버세티
토미 버세티(Tommy Vercetti)는 《그랜드 테프트 오토: 바이스 시티》의 주인공이다.